# Brachystomellidae
Brachystomellidae es una familia en Collembola.
Esta familia incluye 139 especies organizadas en 17 géneros.

## Lista de géneros
Según Checklist of the Collembola of the World (versión 12 de junio de 2018):
- Bonetella Stach, 1949
- Brachystomella Ågren, 1903
- Brachystomellides Arlé, 1960
- Cassagnella Najt & Massoud, 1974
- Folsomiella Bonet, 1930
- Maricaella de Mendonça & Fernandes, 1997
- Massoudella Ellis & Bellinger, 1973
- Micronella Arlé, 1960
- Neorganella Rapoport & Rubio, 1963
- Parastomella Rapoport & Rubio, 1968
- Probrachystomellides Weiner & Najt, 1991
- Raponella Najt, 1988
- Rapoportella Ellis & Bellinger, 1973
- Salvarella Greenslade & Najt, 1987
- Setanodosa Salmon, 1942
- Subclavontella Stach, 1949
- Winterella Massoud, 1967
- †Bellingeria Christiansen & Pike, 2002